# 電波監理委員会設置法
電波監理委員会設置法（でんぱかんりいいんかいせっちほう、昭和25年5月2日法律第133号）は電波監理委員会の組織について規定していた法律である。1950年（昭和25年）5月2日に公布された。

## 制定までの経緯
1946年（昭和21年）GHQの民間通信局（CCS）は、逓信省に無線電信法を新しく公布される日本国憲法に沿った民主的な法律に改正するよう要求した。
翌1947年（昭和22年）には、CCSは連邦通信委員会（FCC）にならった委員会行政を取り入れよともした。
FCCは、大統領からも議会からも独立した行政権以外に規則制定権（準立法権）と処分に対する裁定権（準司法権）を持つ機関である。
以後電波法、放送法、電波監理委員会設置法と後に電波三法と呼ばれる形で法律案が作成された。
三法の内、最も難航したのは本法である。
時の内閣総理大臣吉田茂は委員会行政に否定的であった。
太平洋戦争後の疲弊した経済状況で行政機関の人員整理を考えねばならない状況下で、新たな行政委員会を作るのは財政支出を増やすことで受け入れられるものではなく、委員会は合議制のため決定まで時間がかかり、GHQの指令で設置された行政委員会は内閣の統制外で独自の決定を下し勝手に動くため、政府の思い通りに成らなかったからである。
委員長を国務大臣とするなどの対案を示して抵抗をしたが、最終的にはマッカーサー書簡により内閣から独立した形で電波監理委員会を設置することとなった。
電波三法が施行されたのは1950年（昭和25年）6月1日であるが、成案に至るまで三年間、法律案としては9次案まで至った。
この間、1949年（昭和24年）6月1日に逓信省は郵政省と電気通信省に分離され、電波監理行政は電気通信省外局の電波庁に引き継がれていた。

## 委員会の構成
委員長1人及び委員6人をもって組織するとされ、国会の同意を得て、内閣総理大臣が任命するものとされた。
電波庁は電波監理総局と改称され事務局となった。また、地方機関の地方電波管理局が地方電波監理局と改称された。

## 廃止とその後
1951年（昭和26年）5月1日、リッジウェー声明が発せられ、GHQ指令実施のための諸政令を修正できることとされた。吉田内閣は政令改正諮問委員会を設置し、答申により電波監理委員会を含めた行政委員会の廃止が固まった。
1952年（昭和27年）4月28日に、日本の主権が回復すると、郵政省設置法の一部改正に伴う関係法令の整理に関する法律（昭和27年法律第280号）第1条により7月31日に本法は廃止された。かわって電波監理審議会が設置され、郵政大臣（現総務大臣）の諮問に対する答申と勧告、電波法及び放送法に基づく処分に対する不服申立てについて審査及び議決を行うとされ、準司法権の機能が残された。
電波監理総局は郵政省内局の電波監理局とされ、1984年（昭和59年）7月の組織改正により電気通信局に、2001年（平成13年）1月には中央省庁再編により総務省総合通信基盤局となった。
委員会廃止までに公布された電波監理委員会規則は、同法附則第3項により郵政省令としての効力を有することとなり、中央省庁等改革関係法施行法（平成11年法律第160号）第1304条第1項により総務省令として効力を有するものとなり、現在も有効となっている。